# Nederlandse kampioenschappen schaatsen afstanden 2019 - 5000 meter vrouwen
De 5000 meter vrouwen op de Nederlandse kampioenschappen schaatsen afstanden 2019 werd gehouden op 30 december 2018 in Thialf in Heerenveen. Titelverdedigster was Antoinette de Jong, die de titel pakte tijdens de Nederlandse kampioenschappen schaatsen afstanden 2018. 

## Uitslag
| #      | Schaatser           | Tijd    |
| ------ | ------------------- | ------- |
| Goud   | Esmee Visser        | 6.49,49 |
| Zilver | Carien Kleibeuker   | 6.53,97 |
| Brons  | Carlijn Achtereekte | 6.56,06 |
| 4      | Antoinette de Jong  | 6.59,87 |
| 5      | Ineke Dedden        | 7.02,68 |
| 6      | Reina Anema         | 7.05,34 |
| 7      | Melissa Wijfje      | 7.08,46 |
| 8      | Roza Blokker        | 7.13,35 |
| 9      | Aveline Hijlkema    | 7.14,23 |
| 10     | Imke Vormeer        | 7.19,52 |